# نیلس ویدفورس
نیلس ویدفورس (انگلیسی: Nils Widforss; ۳۰ نوامبر ۱۸۸۰ – ۲ مهٔ ۱۹۶۰) ژیمناست هنری اهل سوئد بود.